# غونار أندرسون (سياسي)
غونار أندرسون (بالفنلندية: Gunnar Andersson)‏ هو سياسي فنلندي، ولد في 18 فبراير 1896، وتوفي في 1956. انتخب عضو برلمان فنلندا ‏.